# Lotna
Lotna este un film din 1959 regizat de Andrzej Wajda.